# 斯通黑德 (印地安納州)
斯通黑德（英語：Stone Head）是位於美國印地安納州布朗縣的一個非建制地區。該地的面積和人口皆未知。

## 地理
斯通黑德的座標為39°01′48″N 86°09′32″W / 39.03000°N 86.15889°W，而該地的平均海拔高度為178米（即584英尺）。